# Indisponibilité de l'état des personnes
L’indisponibilité de l’état des personnes est une expression utilisée par la Cour de cassation française pour dénommer ce qu’elle qualifie de « principe essentiel du droit français » selon lequel un individu ne pourrait disposer de manière pleine et entière de sa personnalité juridique, ni un tiers pour lui. Bien que souvent associée, voire confondue, avec les règles de l’immutabilité et de l’imprescriptibilité de l’état des personnes, il est généralement admis par ses partisans qu’un individu puisse changer de situation matrimoniale, de nom, de sexe, de nationalité, mais seulement par l’effet de la loi et non du fait de sa volonté.
La validité de cette règle et de son statut de « principe essentiel » en droit positif français a été contestée par plusieurs juristes,,, qui, considérant les nombreuses exceptions qui y dérogent, affirment que « la disponibilité est le principe et l’indisponibilité l’exception ».

## En France
« L’état d’une personne est sa situation juridique, son statut, qui englobe l’ensemble des éléments auxquels la loi attache des effets de droit : être homme ou femme, marié ou non marié, avoir ou ne pas avoir des enfants, être le fils ou la fille de quelqu’un, être français ou étranger, etc. Mais ce principe connaît des exceptions. Ainsi sont autorisés le divorce par consentement mutuel, la remise en vue de l’adoption de son propre enfant, ce qui implique de renoncer aux droits parentaux et aux actions attachés à cette filiation ; on peut aussi consentir à sa propre adoption lorsqu’on est majeur, et même, depuis quelques années, solliciter un changement de sexe sous certaines conditions. Bref, en règle générale, l’état des personnes est disponible ; comme pour ce qui concerne le prétendu principe de l’indisponibilité du corps humain, il se trouve en effet que la disponibilité est le principe et l’indisponibilité l’exception. »

— Iacub 2004, p. 228
L’indisponibilité de l’état des personnes serait une règle non écrite, mais dont l’existence est affirmée depuis 1975 par la Cour de cassation, qui qualifie cette indisponibilité de « principe essentiel du droit français » et qui affirme aussi l’existence de deux autres « principes » proches : celui de l’immutabilité de l’état des personnes et celui de l’imprescriptibilité de l’état des personnes. Tout en affirmant l’existence de ces deux dernières règles, elle reconnait que la doctrine pourrait envisager, en lieu et place du principe de l’immutabilité, une notion de « mutabilité contrôlée », et admet, concernant le principe de l’imprescriptibilité, qu’il a été atténué.
L’état des personnes est considéré aujourd’hui comme la situation de la personne en droit entre sa naissance et sa mort, ce qui inclut sa filiation, sa situation matrimoniale, son âge, son sexe, son nom et son domicile. Selon cette règle de l’indisponibilité, les actions relatives à l’état des personnes seraient indisponibles.
Le concept d’indisponibilité de l’autorité parentale, aujourd’hui rarement affirmé, était conçu comme découlant de l’indisponibilité de l’état des personnes.

### Filiation
La loi du 3 janvier 1972 sur la filiation, en créant l’article 311-9 (devenu l’article 323 par l’ordonnance du 4 juillet 2005) du Code civil, a rendu indisponibles les actions relatives à la filiation :
« Les actions relatives à la filiation ne peuvent faire l’objet de renonciation. »
— Ancien article 311-9 du Code civil
La doctrine en avait tiré un principe de l’indisponibilité des actions d’état en général. Néanmoins, la jurisprudence a rapidement apporté des « infléchissements » au principe, l’excluant spécialement des conséquences patrimoniales du rapport de filiation.
De plus, l’indisponibilité de l’état civil devrait signifier que la volonté ne peut à elle seule déterminer la filiation (mais l’accouchement sous X est reconnu comme relevant d’une règle contraire, ainsi parfois que la PMA avec tiers donneur ; l’adoption plénière ; la possibilité pour un majeur de consentir à sa propre adoption ; la remise d’un enfant par ses parents aux services de l’Aide sociale à l’enfance en vue de son adoption). En dehors de ces exceptions, la règle d’indisponibilité fonde la nullité d’un contrat à l’égard de la filiation (comme la promesse de non-reconnaissance d’un enfant) :
« Attendu que, la convention par laquelle une femme s’engage, fût-ce à titre gratuit, à concevoir et à porter un enfant pour l’abandonner à sa naissance contrevient tant au principe d’ordre public de l’indisponibilité du corps humain qu’à celui de l’indisponibilité de l’état des personnes »
— Cass. Ass. plén., 31 mai 1991, pourvoi no 90-20.105, Bull. civ. 1991, no 4, p. 5
La Cour de cassation l’a précisé de nouveau en 2011 :
« en l’état du droit positif, il est contraire au principe de l’indisponibilité de l’état des personnes, principe essentiel du droit français, de faire produire effet, au regard de la filiation, à une convention portant sur la gestation pour le compte d’autrui, qui, fût-elle licite à l’étranger, est nulle d’une nullité d’ordre public »
— Cass. 1re civ., 6 avril 2011, pourvoi no 10-19.053, Bull. civ. 2011, I, no 72
Il est à noter que deux des couples concernés par cet arrêt de 2011 ont saisi la Cour européenne des droits de l’homme, laquelle a condamné la France le 26 juin 2014,. De plus, le 3 juillet 2015, la Cour de cassation a confirmé, par deux arrêts,, l’obligation faite au service de l’état civil d’inscrire les actes de naissance du moment que ceux-ci « n’étaient ni irréguliers ni falsifiés et que les faits qui y étaient déclarés correspondaient à la réalité ». Ainsi, même si elle y affirme qu’« il est contraire au principe de l’indisponibilité de l’état des personnes, principe essentiel du droit français, de faire produire effet, au regard de la filiation, à une convention portant sur la procréation ou la gestation pour le compte d’autrui », elle ordonne néanmoins la retranscription de la filiation des enfants : « il convient, à la suite de la condamnation de la France par la Cour européenne des droits de l’homme, de faire primer l’intérêt supérieur de l’enfant ».
La philosophe Corine Pelluchon a écrit :

« L’indisponibilité de l’état des personnes exclut que la filiation soit à la disposition des intéressés, mais, dans certaines conditions, comme l’accouchement sous X qui permet à une femme de ne pas reconnaître l’enfant qu’elle a porté, il est dérogé à ce principe. »

— Pelluchon 2009
Commentant l’arrêt de la Cour de cassation du 31 mai 1991, la juriste Marcela Iacub a écrit :

« Il fallait condamner ces pratiques au nom de règles qui n’existaient pas, tout en faisant comme si l’on appliquait un droit préexistant — bref, se faire législateur lorsque l’on est un honorable magistrat de la Cour de cassation. (…)
C’est ainsi qu’ils invoquèrent les principes de l’indisponibilité du corps humain et de l’état civil des personnes qui, aussi sympathiques qu’on puisse les trouver, ont le défaut majeur de ne décrire en rien le droit positif dans lequel on peut disposer, dans des modalités particulières, certes, tout aussi bien de son corps que de son état civil. »

— Iacub 2004, p. 222-223
Avant 1972, l’état d’une personne est imprescriptible. Puis, par la loi du 3 janvier 1972 sur la filiation il devient prescriptible si la personne ne se sert pas de son droit pendant 30 ans :
« Toutes les fois qu’elles ne sont pas enfermées par la loi dans des termes plus courts, les actions relatives à la filiation se prescrivent par trente ans à compter du jour où l’individu aurait été privé de l’état qu’il réclame, ou a commencé à jouir de l’état qui lui est contesté. »
— Ancien article 311-7 du Code civil
Depuis l’ordonnance du 4 juillet 2005, ce délai a été ramené à dix ans :
« Sauf lorsqu’elles sont enfermées par la loi dans un autre délai, les actions relatives à la filiation se prescrivent par dix ans à compter du jour où la personne a été privée de l’état qu’elle réclame, ou a commencé à jouir de l’état qui lui est contesté. À l’égard de l’enfant, ce délai est suspendu pendant sa minorité. »
— Article 321 du Code civil

### Nom
La juriste et historienne du droit Anne Lefebvre-Teillard a montré qu’en France le pouvoir royal a cherché, à partir de la seconde moitié du XVIe siècle, à s’affirmer peu à peu comme seul dépositaire du droit d’autoriser à changer de nom, sans y parvenir tout à fait.
La Convention, pendant la Convention montagnarde, renverse temporairement ce mouvement par le décret du 24 brumaire an II (14 novembre 1793), « relatif à la faculté qu’ont tous les citoyens de se nommer comme il leur plaît, en se conformant aux formalités prescrites par la loi » : « Le décret du 24 brumaire an II donnait à chaque citoyen la possibilité de changer de nom sur simple déclaration à la municipalité ».
La Convention thermidorienne, par le décret du 6 fructidor an II (23 août 1794), « portant qu’aucun citoyen ne pourra porter de nom ni de prénom autres que ceux exprimés dans son acte de naissance », abroge cette liberté et affirme l’autorité de l’État en la matière :

« Article I — Aucun citoyen ne pourra porter ni de nom ni de prénom autres que ceux exprimés dans son acte de naissance : ceux qui les auraient quittés seront tenus de les reprendre. »

— Guillaume 2006
Ce décret fut tempéré par la loi du 11 germinal an XI (1er avril 1803) « relative aux Prénoms et changemens de Noms » qui prévoit une procédure dérogatoire de changement de nom,. Le rapporteur de la loi, André-François Miot, en expose les motifs :

« Citoyens législateurs, le projet de loi que le Gouvernement m’a chargé de vous présenter, n’est devenu nécessaire que par une suite de la variation et de l’incertitude de la législation pendant la révolution, sur un des points les plus essentiels de l’ordre public. Des idées de liberté exagérée sur les facultés que chaque personne pouvoit avoir d’adopter ou de rejeter au gré du caprice ou de la fantaisie, le nom qui doit ou la désigner individuellement, ou déterminer la famille à laquelle elle tient, ont introduit une confusion et de graves inconvéniens qui doivent nécessairement fixer l’attention du législateur ; il ne peut surtout laisser échapper le moment où il règle, par un Code civil, les droits et les rapports de tous les membres de la société, sans fixer en même temps, d’une manière invariable, les principes d’après lesquels ils doivent se distinguer les uns des autres. […]
On ne s’en tint même pas à ce point, et chacun, étendant le principe à son gré, crut pouvoir non seulement imposer à ses enfans un nom selon sa volonté, mais encore en changer lui-même par une simple déclaration faite devant sa municipalité, et souvent dans une assemblée populaire. La Convention nationale consacra même cet étrange principe par un décret du 24 brumaire an II […]
qui peut mieux que le Gouvernement juger de la validité des motifs sur lesquels la demande de ce changement est appuyée ? Qui peut prononcer, si ce n’est lui, qui, placé au sommet de l’administration, est seul à portée de s’éclairer, et de décider entre une demande raisonnable et un caprice ? »

— Sirey 1822, 3, p. 120-125
Le Conseil d’État, dans son avis du 13 nivôse an X (3 janvier 1802), affirmait déjà la nécessité d’encadrer strictement les changements de nom :

« les principes sur lesquels repose l’état des hommes s’opposent à toute rectification des registres qui n’est pas le résultat d’un jugement provoqué par les parties intéressées à demander ou à contredire la rectification ; que ces principes ont toujours été respectés comme la plus ferme garantie de l’ordre social ; qu’ils ont été solennellement proclamés par l’ordonnance de 1667, qui a abrogé les enquêtes d’examen à futur ; qu’ils viennent d’être encore consacrés dans le projet de la troisième loi du Code civil ; qu’on ne pourrait y déroger sans porter le trouble dans les familles, et préjudicier à des droits acquis »

— Barrot 1839, p. 201
Ainsi, si le nom a pu être affirmé comme immuable, la loi admettait un changement de nom dans les conditions strictes qu’elle avait fixées. Mais ces conditions ont été grandement facilitées par la loi du 18 novembre 2016 de modernisation de la justice du XXIe siècle, qui, par son article 56.I modifiant l’article 60 du Code civil, prévoit le changement de prénom par simple déclaration devant un officier d’état civil en mairie, comparable en cela (au moins pour le prénom) au décret du 24 brumaire an II :
« Toute personne peut demander à l’officier de l’état civil à changer de prénom. La demande est remise à l’officier de l’état civil du lieu de résidence ou du lieu où l’acte de naissance a été dressé. S’il s’agit d’un mineur ou d’un majeur en tutelle, la demande est remise par son représentant légal. L’adjonction, la suppression ou la modification de l’ordre des prénoms peut également être demandée. »
— Article 60 du Code civil
De plus, la possibilité laissée aux parents, depuis 2002, de choisir le nom de famille de leur enfant, avait déjà porté atteinte à l’indisponibilité de l’état des personnes.
Le nom a aussi été affirmé comme imprescriptible, c’est-à-dire qu’il ne peut en principe être perdu en raison du non-usage. Mais la Cour de cassation a permis, mais pas toujours, le rétablissement d’une particule ou l’orthographe d’un nom altéré en raison d’une erreur commise dans le passé. L’arrêt de la première chambre civile en date du 15 mars 1988 a donné à un individu la possibilité de choisir entre « la règle jurisprudentielle de la prescription acquisitive du nom et celle, traditionnelle, de l’absence de prescription extinctive en cette matière ». La décision avait été, en effet, auparavant présentée comme « intéressante et novatrice en ce qu’elle ouvre une option à l’intéressé et pose ainsi un principe de liberté tout à fait conforme aux tendances actuelles de notre droit civil qui n’a pas hésité à assouplir les principes d’immutabilité et d’indisponibilité du nom ».
Enfin, le droit au nom a pu être affirmé comme extra-patrimonial. Toutefois le nom commercial est un élément du fonds de commerce et peut être cédé avec le fonds.

### Situation matrimoniale
Le divorce par consentement mutuel, comme manifestation de l’autonomie de la volonté, est considéré contraire à l’indisponibilité de l’état des personnes.
Pour le professeur de droit Yves-Henri Leleu, le principe de l’indisponibilité de l’état des personnes explique qu’il serait contraire à l’ordre public pour des concubins de conclure une convention par laquelle ils s’engagent à cohabiter.

### Sexe
Si des modifications de la mention du nom à l’état civil sont obtenues avant 1975 dans des tribunaux de grande instance, la Cour de cassation se prononce pour la première fois sur le changement de la mention du sexe à l’état civil par un arrêt du 16 décembre 1975, en le refusant, au nom d’un principe, invoqué lui aussi pour la première fois, de l’indisponibilité de l’état des personnes :
« attendu qu’après avoir relevé, sans dénaturer le rapport d’expertise, que Aubin s’est délibérément soumis à un traitement hormonal, puis, hors de France, à une intervention chirurgicale qui ont entrainé la modification artificielle des attributs de son sexe, la cour d’appel a décidé, à bon droit, que le principe de l’indisponibilité de l’état des personnes, au respect duquel l’ordre public est intéressé, interdit de prendre en considération les transformations corporelles ainsi obtenues »
— Cass. 1re civ., 16 décembre 1975, pourvoi no 73-10.615, Bull. civ. 1975, no 374, p. 312
Cette jurisprudence restera constante jusqu’en 1992,,
,
 :
« qu’il n’était pas admissible qu’un individu puisse se prévaloir d’artifices provoqués par lui-même pour prétendre avoir changé de sexe, ce qui serait violer la règle de l’indisponibilité de l’état des personnes »
— Cass. Ass. plén., 11 décembre 1992, pourvoi no 91-11.900, Bull. civ. 1992, no 13, p. 27
En 1992, après la condamnation de la France par la Cour européenne des droits de l’homme, elle opère un revirement de jurisprudence et accepte que le sexe ne soit pas immuable :
« le principe du respect dû à la vie privée justifie que son état civil indique désormais le sexe dont elle a l’apparence, le principe de l’indisponibilité de l’état des personnes ne faisant pas obstacle à une telle modification »
— Cass. Ass. plén., 11 décembre 1992, pourvoi no 91-11.900, Bull. civ. 1992, no 13, p. 27
Malgré ce revirement de jurisprudence, le principe prétendu de l’indisponibilité de l’état des personnes n’est pas conçu comme abrogé, mais simplement comme redéfini. Gérard Cornu écrit à ce sujet :

« Par consolation (illusoire ou non), le substratum clinique et l’encadrement médical peuvent cependant être vus comme les données scientifiques, objectives et extérieures au patient, qui vont précisément accréditer le caractère non volontaire (non purement volontaire) du changement de sexe. Le sexe d’arrivée est un sexe de conviction, enraciné dans le psychisme, non un sexe d’élection, de convenance, de caprice ou d’emprunt. Le transsexuel n’agit pas, il « est agi », il subit et c’est précisément pourquoi, dans la logique de cette vision, le transsexualisme échappe au principe de l’indisponibilité de l’état des personnes. Le principe existe, mais il est sauf. Il n’est pas offensé. »

— Cornu 2007, p. 262
Deux arrêts du 13 février 2013 ont confirmé que la Cour de cassation continuait à tenir pour valide ce principe,. Toutefois, le Défenseur des droits recommandant au gouvernement, dans une décision-cadre du 24 juin 2016, de mettre en place une procédure déclarative rapide et transparente comme « étant la seule procédure totalement respectueuse des droits fondamentaux des personnes trans, tels que garantis notamment par l’article 8 de la CEDH », précise :

« En l’état actuel du droit, rien ne fait obstacle à ce qu’un officier d’état civil modifie l’état civil d’une personne puisque le principe de l’indisponibilité de l’état de personnes — ou plus concrètement, l’immutabilité — n’est pas un principe absolu auquel le législateur ne peut déroger. »

— Défenseur des droits 2016, p. 21
D’autre pays ont mis en place une telle procédure, comme avec la loi argentine no 26.743 de 2012,,, la loi danoise no 752 de 2014,, la loi maltaise no 70 de 2015,, la loi irlandaise de 2015, ou la loi norvégienne no 71 (2015-2016),, et la décision-cadre du Défenseur des droits fait explicitement référence aux législations danoise, maltaise et irlandaise pour les pays européens et aux législations argentine, colombienne et québécoise pour les pays tiers.
La loi du 18 novembre 2016 de modernisation de la justice du XXIe siècle,,, par son article 56.II, a ajouté au Code civil les articles 61-5 à 61-8, créant une nouvelle section « De la modification de la mention du sexe à l'état civil » :
« Toute personne majeure ou mineure émancipée qui démontre par une réunion suffisante de faits que la mention relative à son sexe dans les actes de l'état civil ne correspond pas à celui dans lequel elle se présente et dans lequel elle est connue peut en obtenir la modification.

Les principaux de ces faits, dont la preuve peut être rapportée par tous moyens, peuvent être :
1. Qu'elle se présente publiquement comme appartenant au sexe revendiqué ;
2. Qu'elle est connue sous le sexe revendiqué de son entourage familial, amical ou professionnel ;
3. Qu'elle a obtenu le changement de son prénom afin qu'il corresponde au sexe revendiqué. »

— Article 61-5 du Code civil
« Le fait de ne pas avoir subi des traitements médicaux, une opération chirurgicale ou une stérilisation ne peut motiver le refus de faire droit à la demande. »
— Article 61-6 du Code civil
La procédure a été affirmée durant les débats parlementaires — formant ainsi l’intention du législateur — comme démédicalisée, et cette exigence a été consacrée par l’article 61-6. Toutefois, la procédure reste judiciarisée. Le mécanisme juridique utilisé est celui de la possession d’état (qui sert à constater un fait social), créant ainsi une possession d’état de sexe. La loi du 18 novembre 2016 a ainsi pu être jugée comme ayant « fragilisé » l’indisponibilité de l’état des personnes.